# 宮城県庁舎
宮城県庁舎（みやぎけんちょうしゃ）は日本の広域自治体である宮城県の役所（宮城県庁）が入る建物のうち、宮城県知事および行政の中核組織が入る本庁舎のこと。正式名称は宮城県行政庁舎。仙台市都心部の勾当台公園隣接地にあり、三代目となる現本庁舎（宮城県行政庁舎）は超高層ビルとなっている。

## 三代目（現在）

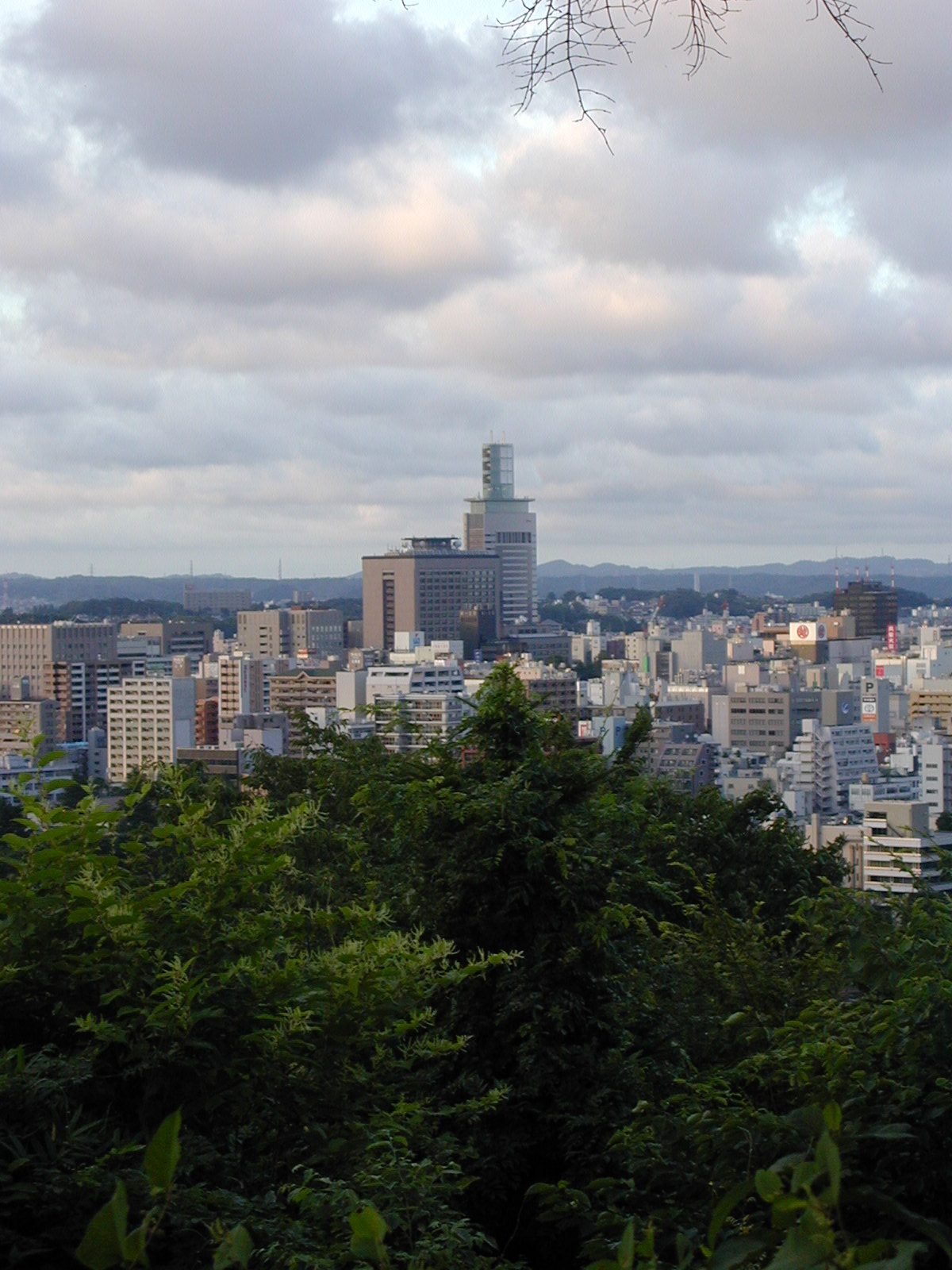
仙台城から見た宮城県行政庁舎とドコモ東北ビル

現在の本庁舎（行政庁舎）は、二代目県庁舎を解体した跡地に1989年（平成元年）5月に完成した。1989年（平成元年）は、5期20年の間宮城県知事であった山本壮一郎が退いて3月28日に本間俊太郎が新知事となり、また、仙台市が4月1日に政令指定都市に移行した年であり、バブル景気の上昇感の中で仙台市内では超高層ビルが次々建っていた時期でもある（→参照）。

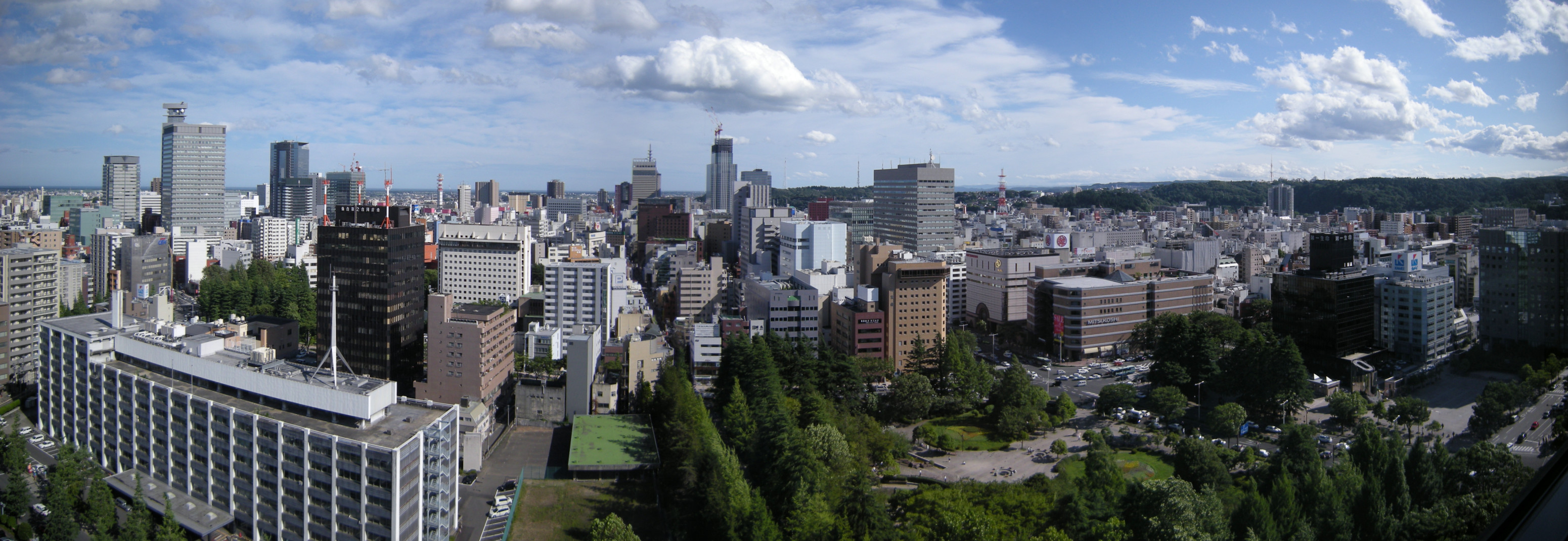
最上階の展望ホールから南側を望む

そのような中、総建築費398億円（設計費7億円、県庁舎253億円、議会庁舎57億円、警察庁舎81億円）を注ぎ込み、宮城県で（当時）3番目に高いビルとして宮城県庁舎が完成した。新庁舎は、地方自治体初の本格的LANを組み込み、ソーラーシステム、雨水利用システム、空気調和や照明などの自動監視制御により省エネルギー化されたインテリジェントビルでもあった。新庁舎の周辺では、仙台市営地下鉄南北線建設に合わせて勾当台公園が大幅にリニューアルされ、再開発でファッションドーム141が建つなど、県庁のみならず周辺も大きく変化した。最上階の18階には、無料で自由に入れる「展望ホール」があるため、完成時には見物に訪れる県民も多かった。
二代目県庁舎と同じ場所に建つが、仙台市が政令指定都市となったため、現庁舎の住所には区名が入る。
- 宮城県仙台市青葉区本町3丁目8番1号（1989年（平成元年）4月〜。仙台市の政令市化）

## 二代目
二代目の県庁舎は、昭和天皇即位記念事業として、初代県庁舎の東隣に建設された。建築費は100万9千円（1931年（昭和6年））、建設期間は1928年（昭和3年）から1931年（昭和6年）9月、延べ8万2千人が工事に関わった。外観が群馬県庁舎と似ており、当時の湯沢三千男宮城県知事の関与が言われている。
初代県庁舎は二代目県庁舎の完成後もそのままにされていたが、仙台空襲で焼失した。第二次世界大戦後、跡地に宮城県図書館が新築移転してきたが、後に図書館は移転し、現在は宮城県議会議事堂が建っている。
二代目県庁舎は戦後も使用され続け、朝鮮特需期の1952年（昭和27年）に東庁舎を増築し、高度経済成長期の1962年（昭和37年）には西庁舎、1965年（昭和40年）には北庁舎を増築している。
1978年（昭和53年）の宮城県沖地震で被害を受けたことや老朽化の問題から、1986年（昭和61年）に解体された。ただし、二代目県庁舎の頂塔のみ保存され、現庁舎正面の花時計の隣に設置してある。
二代目県庁舎は初代の隣にあったが、住所は同じだったようである。1970年（昭和45年）2月、県庁は動いていないが、通り毎の地名から区画毎の地名に住所が変更された。
- 宮城県仙台市勾当台通27番地（1931年（昭和6年）9月～。初代と同じ住所）
- 宮城県仙台市本町3丁目8番1号（1970年（昭和45年）2月～。住居表示の変更）

## 初代
1871年8月29日（明治4年7月14日）の廃藩置県で仙台県が成立し、同年12月13日（明治4年11月2日）に仙台城内に仙台県庁が開庁した。しかし、石巻県石巻に置かれていた東山道鎮台が、仙台に移転して東北鎮台となると、仙台県庁開庁から1週間も経たない12月19日（明治4年11月8日）に仙台城は兵部省の所管となり、東北鎮台の本営および兵営となることになった。これにより、仙台県庁は移転を余儀なくされ、旧仙台藩藩校の養賢堂に移転。1872年2月15日（明治5年1月7日）には、仙台県が宮城県に改称し、仙台県庁も宮城県庁と改称された。
養賢堂は、1760年（宝暦10年）に現在の宮城県庁舎の西側にある宮城県議会議事堂の地に移転してきており、附属施設が仙台城下町各所にあった。廃藩置県で養賢堂の主要施設は県庁となったが、隣接地の養賢堂用地は、現在仙台市役所や勾当台公園として使用されている。
初代宮城県庁舎（仙台県庁舎）の住所表記の変遷の概略は以下の通り。番地が付された時期は不明。
- 陸前国宮城郡仙台勾当台通（1869年1月19日～。明治維新後の仙台藩時代）
- 仙台県宮城郡仙台勾当台通（1871年8月29日～。仙台県時代）
- 宮城県宮城郡仙台勾当台通（1872年2月15日～。宮城県に改称）
- 宮城県仙台区勾当台通（1878年（明治11年）～。郡区町村編制法施行下）
- 宮城県仙台市勾当台通27番地（1889年（明治22年）4月1日～。仙台が市制施行）

## アクセス
- JR仙台駅またはJRあおば通駅から徒歩17分
- 仙台市地下鉄南北線：勾当台公園駅（北2番出口）から徒歩2分
- 仙台市営バスまたは宮城交通：県庁市役所前バス停から徒歩3分
- 有料駐車場：普通車154台（障害者用区画3台分含む）[4]。24時間営業。
  - 平日8:00-18:00は最初の80分が100円、以後100円/20分。それ以外は100円/時間
  - 来庁者割引なし。県庁に用事がない車も駐車可。周辺民間駐車場に比べて圧倒的に安価なので、満車となる場合あり。